# Alexander Francis Macdonald
Pour les articles homonymes, voir Alexander Macdonald et Macdonald.
Alexander Francis Macdonald (1818-12 avril 1913) est un homme politique canadien de l'Ontario. Il est député fédéral libéral de la circonscription ontarienne de Cornwall de 1874 à 1878.

## Biographie
Né à St. Raphaels dans le Haut-Canada, Macdonald étudie au St. Raphael's College  avant de s'établir à Cornwall. Il sert ensuite comme président de la Canada Cotton Company. 
Peu après son élection en 1874, il est délogé par une pétition et réélu lors de l'élection partielle  la même année. Il ne se représente pas en 1878.
Macdonald qui demeure célibataire toute ça vie, meurt à Cornwall à l'âge de 95 ans.